# Jan Gwalbert
Jan Gwalbert (ur. ok. 995 we Florencji, zm. 12 lipca 1073 w Passignano sul Trasimeno) – święty katolicki, opat, założyciel zakonu wallombrozjanów.
Pochodził z rodziny florenckich patrycjuszy. Otrzymał staranne wychowanie, ale prowadził hulaszcze życie. Kiedy zabito jego brata, postanowił dokonać zemsty. Jak mówią przekazy, kiedy dopadł mordercę i dobył miecza, ten padł na kolana z błaganiem o litość: „na Mękę Chrystusa”. To wydarzenie wywarło ogromny wpływ na zmianę postawy życiowej Jana Gwalberta. Przebaczył zbrodniarzowi i sam podjął pokutę. Wstąpił do klasztoru San Miniato, zakonu benedyktynów, zaś jego cnoty sprawiły, że zaproponowano mu opactwo, którego jednak nie przyjął. Na znak protestu przeciwko lokalnej symonii wyniósł się do Camaldoli. Około 1030 roku, pragnąc się doskonalić podjął życie w odosobnieniu na zalesionych terenach doliny Vallombrosa. W 1039 zainicjował wokół siebie wspólnotę monastyczną, a wkrótce pod Fiesole zbudował klasztor, w którym mnisi żyli, kierując się pierwszą regułą św. Benedykta. Wraz z innymi zakonnikami opiekował się okalającym klasztor lasem. W ramach wspólnoty powstała „szkoła służby Bożej”, która była elementem reformy gregoriańskiej. Jego walka ze świętokupstwem cieszyła się wsparciem papieża i wiernych.

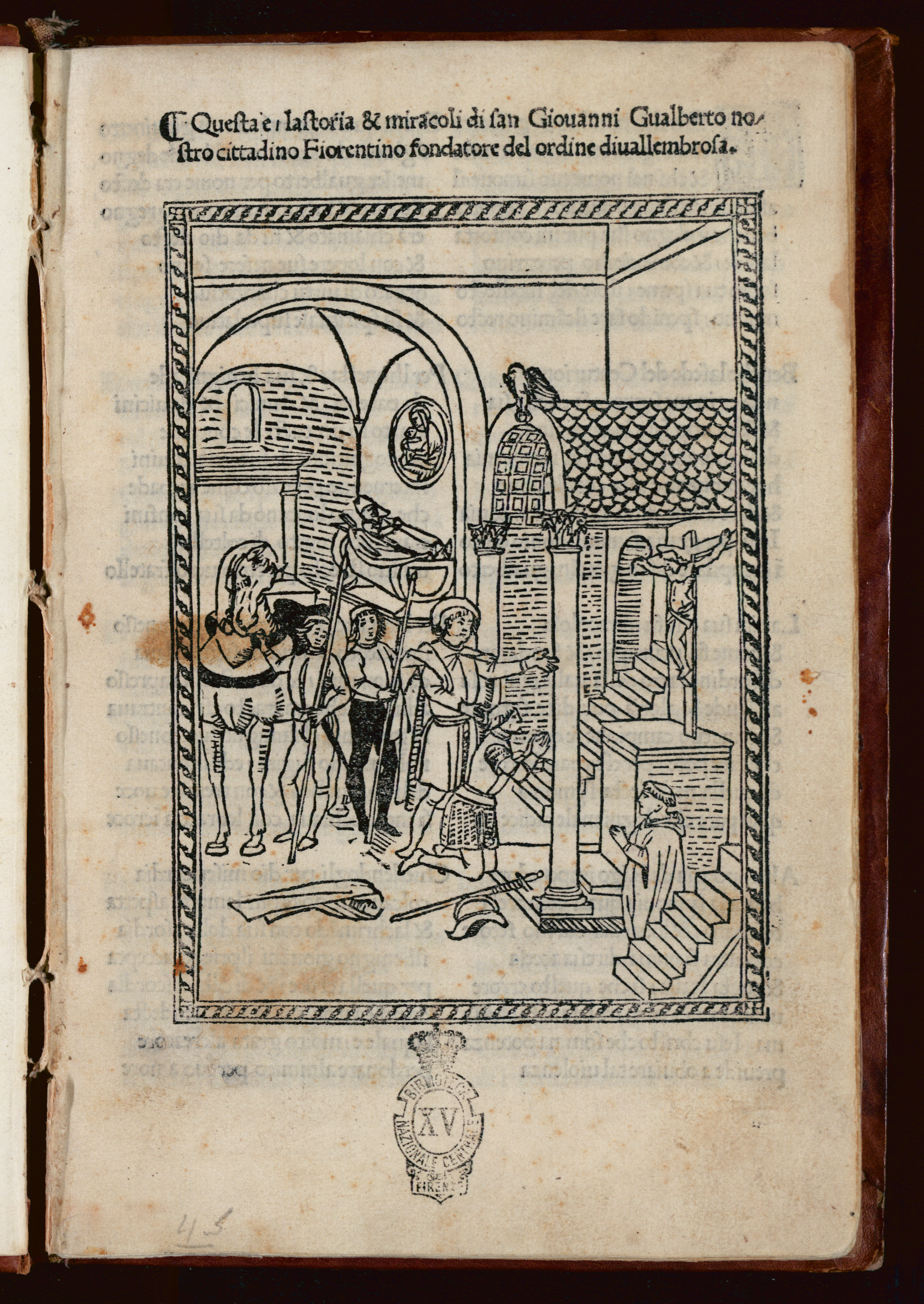
Bernardo Giambullari, Storia e miracoli di San Giovanni Gualberto, ca. 1500

Św. Jan Gwalbert, nazywany bohaterem przebaczenia, zapamiętany został dzięki swojemu miłosierdziu wobec biednych, walce z symonią, a także jako reformator i założyciel klasztorów, oraz zakonu wallombrozjanów (zatwierdzonego w 1055 roku przez papieża Wiktora II).
Kanonizacji Jana Gwalberta dokonał papież Celestyn III 1 października 1193, zaś 12 stycznia 1951 roku papież Pius XII ogłosił go patronem leśników.
Grób znajduje się w klasztorze Badia a Passignano w Val di Pesa, pod Florencją, gdzie zmarł 12 lipca 1073 roku. W Polsce relikwie świętego znajdują się w świątyni parafii pod wezwaniem św. Jana Gwalberta i św. Tekli w Stanach, a jego wspomnienie obchodzone jest w dies natalis (12 lipca).